# Villedieu-sur-Indre
Villedieu-sur-Indre és un municipi francès, situat al departament de l'Indre i a la regió de Centre – Vall del Loira. L'any 2007 tenia 2.716 habitants.

## Demografia

### Població
El 2007 la població de fet de Villedieu-sur-Indre era de 2.716 persones. Hi havia 1.144 famílies, de les quals 360 eren unipersonals (124 homes vivint sols i 236 dones vivint soles), 324 parelles sense fills, 368 parelles amb fills i 92 famílies monoparentals amb fills.
La població ha evolucionat segons el següent gràfic:
Habitants censats

### Habitatges
El 2007 hi havia 1.354 habitatges, 1.156 eren l'habitatge principal de la família, 53 eren segones residències i 145 estaven desocupats. 1.200 eren cases i 150 eren apartaments. Dels 1.156 habitatges principals, 749 estaven ocupats pels seus propietaris, 391 estaven llogats i ocupats pels llogaters i 16 estaven cedits a títol gratuït; 40 tenien una cambra, 75 en tenien dues, 238 en tenien tres, 408 en tenien quatre i 395 en tenien cinc o més. 859 habitatges disposaven pel capbaix d'una plaça de pàrquing. A 493 habitatges hi havia un automòbil i a 474 n'hi havia dos o més.

### Piràmide de població
La piràmide de població per edats i sexe el 2009 era:
| Homes | Edats   | Dones |
| ----- | ------- | ----- |
| 0     | 95 o +  | 4     |
| 0     | 90 a 94 | 8     |
| 16    | 85 a 89 | 24    |
| 20    | 80 a 84 | 40    |
| 20    | 75 a 79 | 40    |
| 56    | 70 a 74 | 100   |
| 80    | 65 a 69 | 76    |
| 84    | 60 a 64 | 76    |
| 48    | 55 a 59 | 48    |
| 76    | 50 a 54 | 68    |
| 60    | 45 a 49 | 60    |
| 64    | 40 a 44 | 68    |
| 84    | 35 a 39 | 92    |
| 92    | 30 a 34 | 88    |
| 92    | 25 a 29 | 84    |
| 44    | 20 a 24 | 52    |
| 72    | 15 a 19 | 68    |
| 64    | 10 a 14 | 68    |
| 64    | 5 a 9   | 84    |
| 96    | 0 a 4   | 56    |

## Economia
El 2007 la població en edat de treballar era de 1.622 persones, 1.208 eren actives i 414 eren inactives. De les 1.208 persones actives 1.120 estaven ocupades (605 homes i 515 dones) i 88 estaven aturades (39 homes i 49 dones). De les 414 persones inactives 178 estaven jubilades, 121 estaven estudiant i 115 estaven classificades com a «altres inactius».

### Ingressos
El 2009 a Villedieu-sur-Indre hi havia 1.178 unitats fiscals que integraven 2.709,5 persones, la mediana anual d'ingressos fiscals per persona era de 16.940 €.

### Activitats econòmiques
Dels 113 establiments que hi havia el 2007, 2 eren d'empreses extractives, 4 d'empreses alimentàries, 10 d'empreses de fabricació d'altres productes industrials, 18 d'empreses de construcció, 29 d'empreses de comerç i reparació d'automòbils, 4 d'empreses de transport, 5 d'empreses d'hostatgeria i restauració, 5 d'empreses financeres, 3 d'empreses immobiliàries, 9 d'empreses de serveis, 8 d'entitats de l'administració pública i 16 d'empreses classificades com a «altres activitats de serveis».
Dels 36 establiments de servei als particulars que hi havia el 2009, 1 era una oficina de correu, 2 oficines bancàries, 1 funerària, 2 tallers de reparació d'automòbils i de material agrícola, 1 establiment de lloguer de cotxes, 5 paletes, 2 guixaires pintors, 4 fusteries, 2 lampisteries, 3 electricistes, 6 perruqueries, 3 restaurants, 2 agències immobiliàries i 2 salons de bellesa.
Dels 12 establiments comercials que hi havia el 2009, 1 era una gran superfície de material de bricolatge, 1 una botiga de més de 120 m², 3 fleques, 2 carnisseries, 1 una peixateria, 1 una botiga de roba, 1 una botiga d'electrodomèstics, 1 una botiga de material esportiu i 1 una joieria.
L'any 2000 a Villedieu-sur-Indre hi havia 42 explotacions agrícoles que ocupaven un total de 4.340 hectàrees.

## Equipaments sanitaris i escolars
El 2009 hi havia 1 farmàcia i 1 ambulància.
El 2009 hi havia 1 escola maternal i 2 escoles elementals.

## Poblacions més properes
El següent diagrama mostra les poblacions més properes.